# Rashard Lewis
Rashard Quovon Lewis (Pineville, Luisiana, 8 de agosto de 1979) es un exjugador de baloncesto estadounidense que disputó 16 temporadas en la NBA. Fue seleccionado en 2.ª ronda del Draft de 1998 por Seattle SuperSonics directamente desde el instituto. En 2005 y 2009 fue elegido para disputar el All-Star. Con 2,08 metros de estatura jugaba en la posición de alero.

## Carrera

### Instituto
Rashard ingresó en el Instituto Alief Elsik de Houston, Texas, donde pasó cuatro temporadas. Su entrenador, Daryl Hartfiel, confió en él desde el comienzo, allá por sus inicios como freshman, pero a Lewis le faltaba crecer. Fue un año de transición, donde tan solo anotó 4.8 puntos por partido. Ya en su segundo año en el instituto, el rendimiento de Lewis evolucionó gracias a que el técnico Hartfiel le concedió más minutos y Rashard pasó a ser la segunda opción del equipo. Lewis promedió 13.6 puntos y 10.7 rebotes, confirmando su crecimiento. 
Pero no serían en estos dos últimos años escolares donde Lewis mostrase su máximo potencial. En su campaña júnior mejoró sus números hasta los 19.7 puntos, 12.8 rebotes, 3.9 robos y 3.7 tapones, logrando premios como el MVP del distrito de Texas, o integrante del segundo quinteto estatal.
En su último año en Alief Elsik firmó su mejor campaña. Lewis promedió 28.2 puntos y 12.4 rebotes y fue seleccionado en el Mejor Quinteto de EE. UU. HS por USA Today. Además de ser nombrado como Jugador del Año por la revista Parade, Gatorade Jugador del Año en Texas, Jugador del Año por la revista deportiva Texas Magazine y Mr. Basketball por la TABC (Texas Association of Basketball Coaches). Nombrado MVP en 1998 del Magic Johnson Roundball Classic con unos números de 27 puntos y 9 rebotes. Participó en el McDonald's All-America Game, donde sumó 17 puntos y en el Hoops Summit Game, donde logró 18 puntos. Ambos eventos, referentes del baloncesto High School en Estados Unidos.
Finalizado el ciclo escolar, no le faltaron ofertas para jugar en la NCAA. La mejor llegó de la mano de Alvin Brooks, técnico de la Universidad de Houston. Lewis mantenía una estrecha relación con él, en un principio ese parecía ser su destino, los aficionados de la ciudad tejana así lo esperaban, pero la idea de jugar en la NBA pesó más, y su sueño parecía verse cumplido. 
Pero las cosas se torcieron en el draft, y Rashard cayó destinado a la segunda ronda del draft de 1998, es decir, sin contrato garantizado.

### NBA

#### Seattle SuperSonics
Lewis fue seleccionado en la 34.ª posición de la segunda ronda del Draft de 1998 por Seattle SuperSonics. Tras la ceremonia, Lewis lloró en la televisión nacional y mostró su decepción por no haber sido elegido por Houston Rockets, equipo de su ciudad. A Rashard le costó hacerse con un hueco en los Sonics. En la temporada 1998-99, debutaba en la liga con 19 años anotando 4 puntos en 4 minutos en la victoria ante Sacramento Kings. En su primer encuentro como titular firmó 8 puntos y 5 rebotes en un triunfo sobre Denver Nuggets. Aquella temporada apenas disputó 20 partidos por problemas lumbares en los que solo pudo promediar 2.4 puntos y 1.3 rebotes, teniendo un papel testimonial en la rotación. Sin embargo, las cosas comenzaron a cambiar un año después. 
En la temporada 1999-00, Lewis pasó de disputar 7.3 minutos a gozar de 19.2, que aprovechó para anotar 8.2 puntos y capturar 4.1 rebotes, dejando muestras de lo que podía llegar a ser con partidos en los que hizo las veces de estrella. El mejor de ellos fue ante Dallas Mavericks, en el que acabó con 30 puntos y 12 rebotes que valieron una victoria. Anotó 22 puntos y capturó 13 rebotes en el triunfo frente a los Kings, y frente a Houston Rockets firmó 22 puntos y 10 rebotes.
En el tercer año de Lewis en Seattle, Paul Westphal fue destituido al poco de comenzar la temporada. Nate McMillan fue su sustituto. Rashard se ganó la confianza del nuevo técnico y disfrutó de 34.9 minutos de media, con unos promedios de 14.8 puntos (incluido un 43.2% en triples, 9º de la liga) y 6.9 rebotes. El equipo acabó con un balance de 41-41 y no se clasificó a playoffs. 
Fue elegido como uno de los ocho participantes para el Concurso de Triples del All-Star 2001 en Washington D. C. Acabó sexto con 12 puntos.
En 2001, Lewis fue convocado por la selección norteamericana para disputar los Goodwill Games, donde consiguieron la medalla de oro.
En la temporada 2001-02, Lewis y los Sonics alcanzaron las 45 victorias y se metieron en playoffs. Pero cayeron en primera ronda ante San Antonio Spurs por 3-2. Lewis promedió en la serie 12.7 puntos y 3.7 rebotes en 26.3 minutos. Se perdió el 4º y el 5º encuentro debido a una dislocación en el hombro izquierdo. Lewis continuó con su progresión y acabó la liga regular con promedios de 16.8 puntos y 7 rebotes.
En la 2002-03, Seattle parecía dar un salto de calidad tras la llegada de Ray Allen, sin embargo, no fue suficiente para alcanzar los playoffs, y se quedaron a las puertas con un balance de 40-42. Los números de Lewis fueron de 18.1 puntos y 6.5 rebotes, quien fue nombrado una vez Jugador de la Semana en el mes de noviembre. En aquella semana metió 37 puntos ante [[]]. El 15 de marzo anotó en la primera parte 24 puntos ante Golden State Warriors, récord en los Sonics.
El 31 de octubre de 2003, Lewis comenzó la temporada 2003-04 de manera espectacular anotando 50 puntos ante L.A. Clippers en Japón. De este modo superaba a Clyde Drexler, que consiguió 41, como el jugador que más puntos había anotado en un partido en dicho país. Sus promedios en aquella campaña fueron de 17.8, puntos, 6.5 rebotes y 2.2 asistencias. Fue nombrado Jugador de la Semana a principios de noviembre tras promediar 37.5 puntos, 6 rebotes y 3.5 asistencias.
Fue elegido de nuevo como uno de los ocho participantes para el Concurso de Triples del All-Star 2004.
En la temporada 2004-05, la buena marcha de Seattle en la NBA y el grandísimo nivel mostrado por Lewis tuvo su recompensa con el primer All-Star Game del entonces jugador de Seattle. Rashard anotó 2 puntos en 14 minutos. Los Sonics firmaron un espectacular 52-30, que no valió para clasificarse para playoffs, quedando patente el exigente nivel de la Conferencia Oeste. Lewis promedió 20.5 puntos y 5.5 rebotes.
En la temporada 2005-06, Bob Weiss comenzó la temporada en lugar de Nate McMillan. Sin embargo Weiss no duró mucho y tras un comienzo de 13-17 fue destituido por Bob Hill, con el que no mejoraron las cosas (22-30) y los Sonics volvieron a quedarse fuera de playoffs. Lewis volvió a superar los 20 puntos de media y los 5 rebotes. El 22 de noviembre de 2005, Lewis superó a Dale Ellis en la segunda plaza de la lista de más triples anotados en la historia de la franquicia
Tampoco lograrían clasificarse en la temporada 2006-07, donde los 22 partidos que se perdió Lewis y los 27 de Allen pesaron demasiado. Rashard promedió 22.4 puntos, 5.5 rebotes y 2.4 asistencias. El 3 de marzo de 2007, Lewis superó a Gary Payton y se convirtió en el jugador con más triples anotados en la historia de la franquicia

#### Orlando Magic

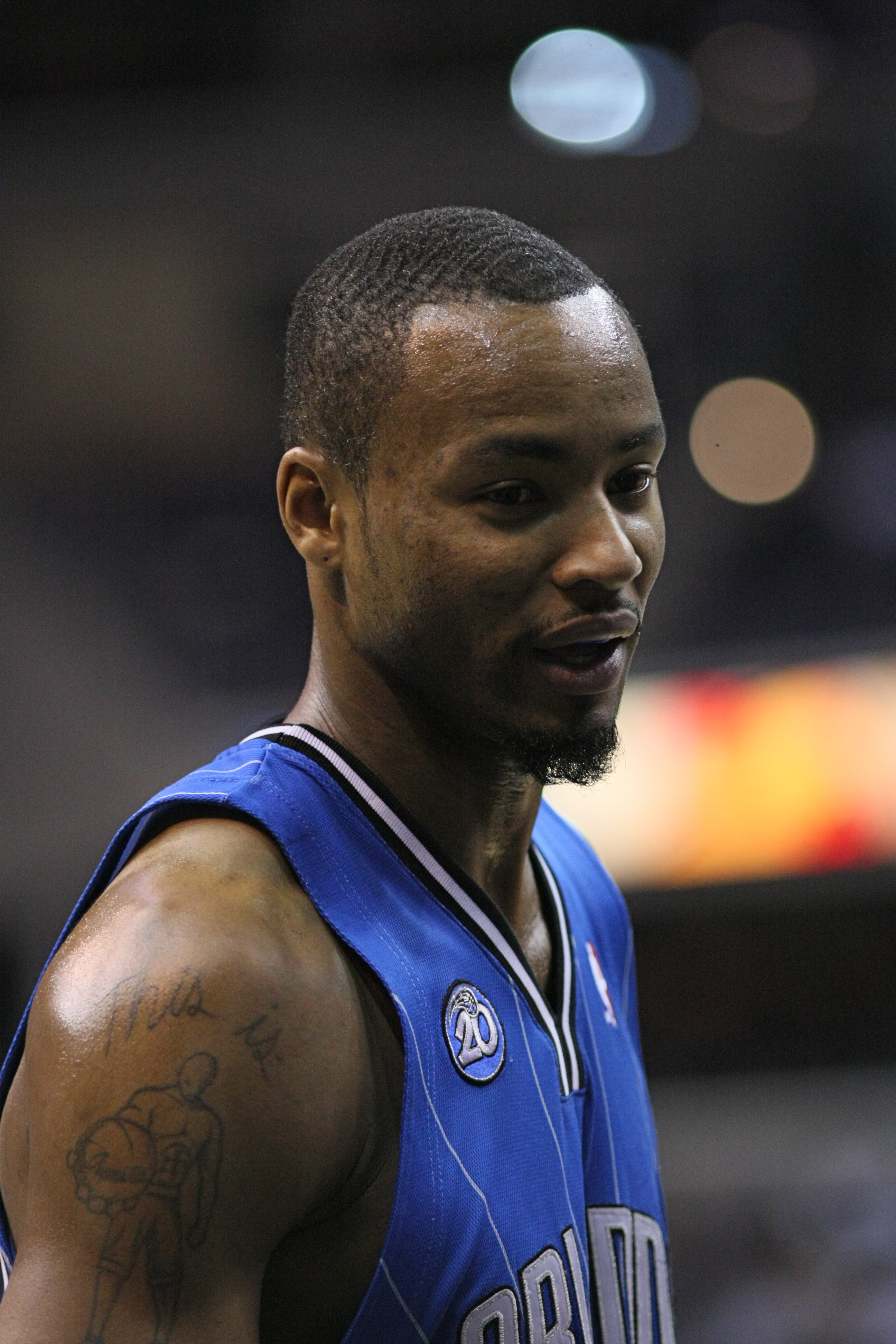
Lewis en su etapa en los Magic.

En julio de 2007 firmó como agente libre por Orlando Magic, un contrato de 118 millones de dólares por seis temporadas. Desde entonces pasó a ser uno de los mejores pagados de la NBA. En su primera campaña en Orlando, firmó 18.2 puntos, 5.4 rebotes y 2.4 asistencias. Los Magic alcanzaron las Semifinales de Conferencia, pero cayeron ante Detroit Pistons por 4-1.
En la temporada 2008-09, Lewis participó en su tercer Concurso de Triples, donde quedó a las puertas de su primer título. Cayó ante Daequan Cook en una prórroga tras empatar a 15 en la final. En el duelo particular entre los dos jugadores de Florida, Cook venció a Lewis después de que éste hiciera solo siete puntos.

#### Washington Wizards
El 18 de diciembre de 2010 es traspasado a los Washington Wizards a cambio de Gilbert Arenas.

#### Miami Heat
El 10 de julio de 2012 se confirmó su fichaje por los Miami Heat. El su primera temporada se alzó con el Campeonato NBA. Y sus últimos encuentros fueron en las Finales de la NBA de 2014, donde cayeron derrotados ante San Antonio Spurs.

#### Prueba en Dallas
El 19 de julio de 2014, Lewis firmó con Dallas Mavericks. Pero cuatro días más tarde fue cortado tras no superar las pruebas físicas.

### BIG3
En 2017, Rashard se unió a los 3 Headed Monsters de la liga BIG3, equipo en el que estaban Gary Payton como entrenador, y los jugadores Jason Williams, Mahmoud Abdul-Rauf y Kwame Brown. El equipo llegó a la final, con 7-1 en temporada regular, pero la perdieron ante Trilogy. Lewis ganó el premio al MVP de la Temporada.

## Estadísticas de su carrera en la NBA
|  | Denota temporada en la que ganó el campeonato de la NBA |

### Temporada regular
| Año      | Equipo     | PJ   | PT  | MPP  | %TC  | %3P  | %TL  | RPP | APP | ROB | TPP | PPP  |
| -------- | ---------- | ---- | --- | ---- | ---- | ---- | ---- | --- | --- | --- | --- | ---- |
| 1998–99  | Seattle    | 20   | 7   | 7.3  | .365 | .167 | .571 | 1.3 | .2  | .4  | .1  | 2.4  |
| 1999–00  | Seattle    | 82   | 8   | 19.2 | .486 | .333 | .683 | 4.1 | .9  | .8  | .4  | 8.2  |
| 2000–01  | Seattle    | 78   | 78  | 34.9 | .480 | .432 | .826 | 6.9 | 1.6 | 1.2 | .6  | 14.8 |
| 2001–02  | Seattle    | 71   | 70  | 36.4 | .468 | .389 | .810 | 7.0 | 1.7 | 1.5 | .6  | 16.8 |
| 2002–03  | Seattle    | 77   | 77  | 39.5 | .452 | .346 | .820 | 6.5 | 1.7 | 1.3 | .4  | 18.1 |
| 2003–04  | Seattle    | 80   | 80  | 36.6 | .435 | .376 | .763 | 6.5 | 2.2 | 1.2 | .7  | 17.8 |
| 2004–05  | Seattle    | 71   | 71  | 38.0 | .462 | .400 | .777 | 5.5 | 1.3 | 1.1 | .9  | 20.5 |
| 2005–06  | Seattle    | 78   | 77  | 36.9 | .467 | .384 | .818 | 5.0 | 2.3 | 1.3 | .6  | 20.1 |
| 2006–07  | Seattle    | 60   | 60  | 39.1 | .461 | .390 | .841 | 6.6 | 2.4 | 1.1 | .6  | 22.4 |
| 2007–08  | Orlando    | 81   | 81  | 38.0 | .455 | .409 | .838 | 5.4 | 2.4 | 1.2 | .5  | 18.2 |
| 2008–09  | Orlando    | 79   | 79  | 36.2 | .439 | .397 | .836 | 5.7 | 2.6 | 1.0 | .6  | 17.7 |
| 2009–10  | Orlando    | 72   | 72  | 32.9 | .435 | .397 | .806 | 4.4 | 1.5 | 1.1 | .4  | 14.1 |
| 2010–11  | Orlando    | 25   | 25  | 32.4 | .419 | .367 | .756 | 4.2 | 1.2 | .9  | .4  | 12.2 |
| 2010–11  | Washington | 32   | 27  | 31.7 | .446 | .347 | .843 | 5.8 | 2.0 | .9  | .6  | 11.4 |
| 2011–12  | Washington | 28   | 15  | 26.0 | .385 | .239 | .838 | 3.9 | 1.0 | .8  | .4  | 7.8  |
| 2012–13  | Miami      | 55   | 9   | 14.4 | .414 | .389 | .622 | 2.2 | .5  | .4  | .3  | 5.2  |
| 2013–14  | Miami      | 60   | 6   | 16.2 | .415 | .343 | .788 | 1.8 | 1.0 | .9  | .1  | 4.5  |
| Total    | Total      | 1049 | 842 | 32.0 | .452 | .386 | .805 | 5.2 | 1.7 | 1.1 | .5  | 14.9 |
| All-Star | All-Star   | 2    | 0   | 17.5 | .308 | .167 | .500 | 5.0 | .5  | .5  | .0  | 5.0  |

### Playoffs
| Año   | Equipo  | PJ | PT | MPP  | %TC  | %3P  | %TL   | RPP | APP | ROB | TPP | PPP  |
| ----- | ------- | -- | -- | ---- | ---- | ---- | ----- | --- | --- | --- | --- | ---- |
| 2000  | Seattle | 5  | 5  | 31.4 | .441 | .474 | .800  | 6.2 | .6  | 1.0 | .6  | 15.4 |
| 2002  | Seattle | 3  | 2  | 26.3 | .375 | .167 | 1.000 | 3.7 | .7  | .3  | .0  | 12.7 |
| 2005  | Seattle | 8  | 8  | 39.0 | .406 | .200 | .880  | 5.4 | 1.6 | .4  | .4  | 16.9 |
| 2008  | Orlando | 10 | 10 | 41.7 | .436 | .309 | .821  | 7.2 | 3.4 | 1.1 | .5  | 19.5 |
| 2009  | Orlando | 24 | 24 | 41.1 | .448 | .394 | .784  | 6.4 | 2.9 | 1.0 | .5  | 19.0 |
| 2010  | Orlando | 14 | 14 | 36.6 | .462 | .373 | .800  | 5.6 | 2.3 | 1.1 | .7  | 12.9 |
| 2013  | Miami   | 11 | 0  | 4.3  | .400 | .000 | .500  | .6  | .4  | .2  | .2  | 1.5  |
| 2014  | Miami   | 18 | 8  | 17.7 | .412 | .373 | .750  | 2.1 | .3  | .4  | .3  | 5.3  |
| Total | Total   | 93 | 71 | 30.4 | .436 | .356 | .818  | 4.7 | 1.8 | .7  | .5  | 12.8 |